# Yusif Mammadaliyev
Yusif Mammadaliyev (en azerí: Yusif Heydər oğlu Məmmədəliyev; Ordubad, 31 de diciembre de 1905 - Bakú, 15 de diciembre de 1961) fue químico azerbaiyano, académico y presidente de la Academia Nacional de Ciencias de Azerbaiyán.

## Biografía
Yusif Mammadaliyev nació el 31 de diciembre de 1905 en Ordubad. En 1932 se graduó en la facultad química de la Universidad Estatal de Moscú. Él fue estudiante de famosos profesores de la facultad química, Nikolái Zelinski y Alekséi Balandin.
Desde 1934 enseñó en la Universidad Estatal de Bakú. En los años 1954-1958 fue rector de esta universidad. En 1942 se convirtió en doctor químico, en 1945 en académico de la Academia Nacional de Ciencias de Azerbaiyán. Fue director del Instituto de Petróleo de la República de la RSS de Azerbaiyán. En los años 1947-1951 y 1958-1961 fue elegido el presidente de la Academia Nacional de Ciencias de Azerbaiyán. En 1958 fue escogido como miembro correspondiente de la Academia Nacional de Ciencias de Azerbaiyán.
Las principales obras científicas de Yusif Mammadaliyev están relacionadas con proceso catalítico de petróleo y de fueloil. Él es fundador de petroquimica en Azerbaiyán. El académico sugirió los nuevos métodos de halogenación de hidrocarburos diferentes con la ayuda de catalizador y  especialmente demostró las maneras de obtener tetracloruro de carbono, clorometano, diclorometano y otros productos valiosos mediante de halogenación de metano. La fundación del Observatorio Astrofísico de Şamaxı, Fondo de Manuscritos, Centro Científico de Química de Sumqayit y otras instituciones científicas de Azerbaiyán está relacionada al nombre de Yusif Mammadaliyev. Él repetidamente representó a su país en congresos, convenciones y simposios organizados en Unión Soviética, Estados Unidos, Italia, Francia, Reino Unido, Moldavia, Polonia y otros países. Yusif Mammadaliyev fue autor de más de 200 artículos publicados y 6 monografías.
Yusif Mammadaliyev murió el 15 de diciembre de 1961 y fue enterrado en el Callejón de Honor.

## Premios y títulos
- Orden de Lenin (1944)
- Orden de la Insignia de Honor (1951)
- Orden de la Bandera Roja del Trabajo (1954)

## Literatura
- Мир-Бабаев М.Ф. Научный подвиг гения (к 100-летию со дня рождения Ю.Г. Мамедалиева) – «Consulting & Business», 2005, No.8, с.8-12.
- Mir-Babayev M.F. The role of Azerbaijan in the World's oil industry – “Oil-Industry History” (USA), 2011, v. 12, no. 1, p. 109-123.
- Mir-Babayev M.F. Formula of Victory (Yusif Mamedaliyev) - "SOCAR plus", 2012, Autumn, p. 100-111.